# Polštářová láva

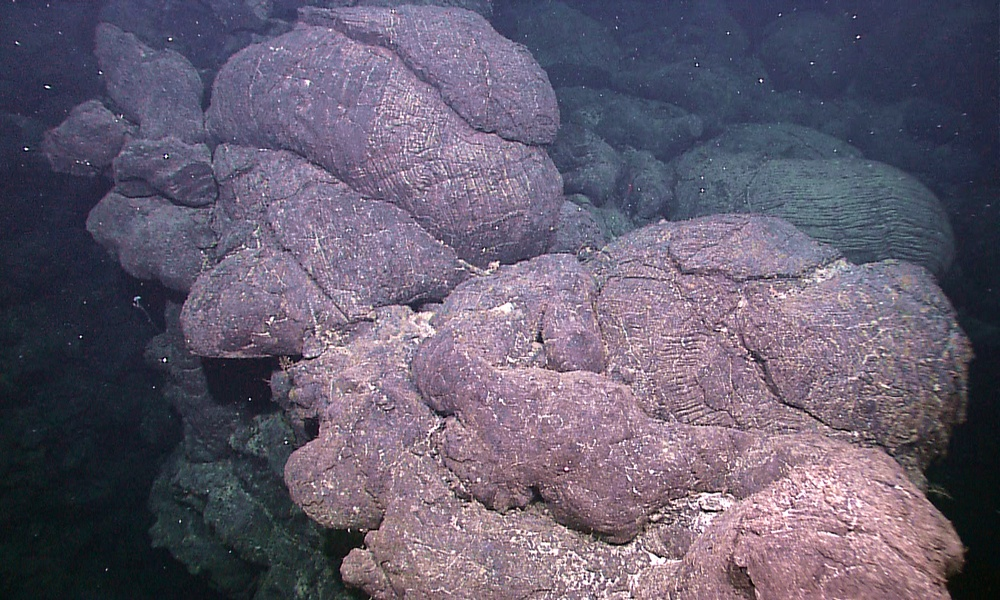
Polštářové lávy v Galapážském příkopu západně od pobřeží Ekvádoru. Snímek byl pořízen při podmořském průzkumu NOAA 17. 7. 2011

Polštářová láva (anglicky Pillow lava) je termín označující specifické polštářovité či bochníkovité tvary, které vznikají při opakujícím se rychlém zatuhnutí proudu lávy, vylévajícího se do vody. Pro tyto lávové polštáře jsou typické sklovitá struktura jejich povrchu a výskyt v oblasti oceánských riftů.

## Složení a výskyt

### Horniny polštářových láv
Nejtypičtější horninou, z níž jsou obvykle tvořeny polštáře o velikosti až do 1 metru v průměru, je čedič. Setkáváme se zde i s komatitem, pikritem, andezitem, dacitem nebo boninitem. V současnosti existuje na většině míst oceánské kůry vrstva, tvořená polštářovou lávou. Výskyt polštářových láv je znám nejen ze dna oceánů, ale i z jezer. Polštářové lávy vznikají také v místech aktivity subglaciálních sopek, jako je tomu například na Islandu nebo v Antarktidě.

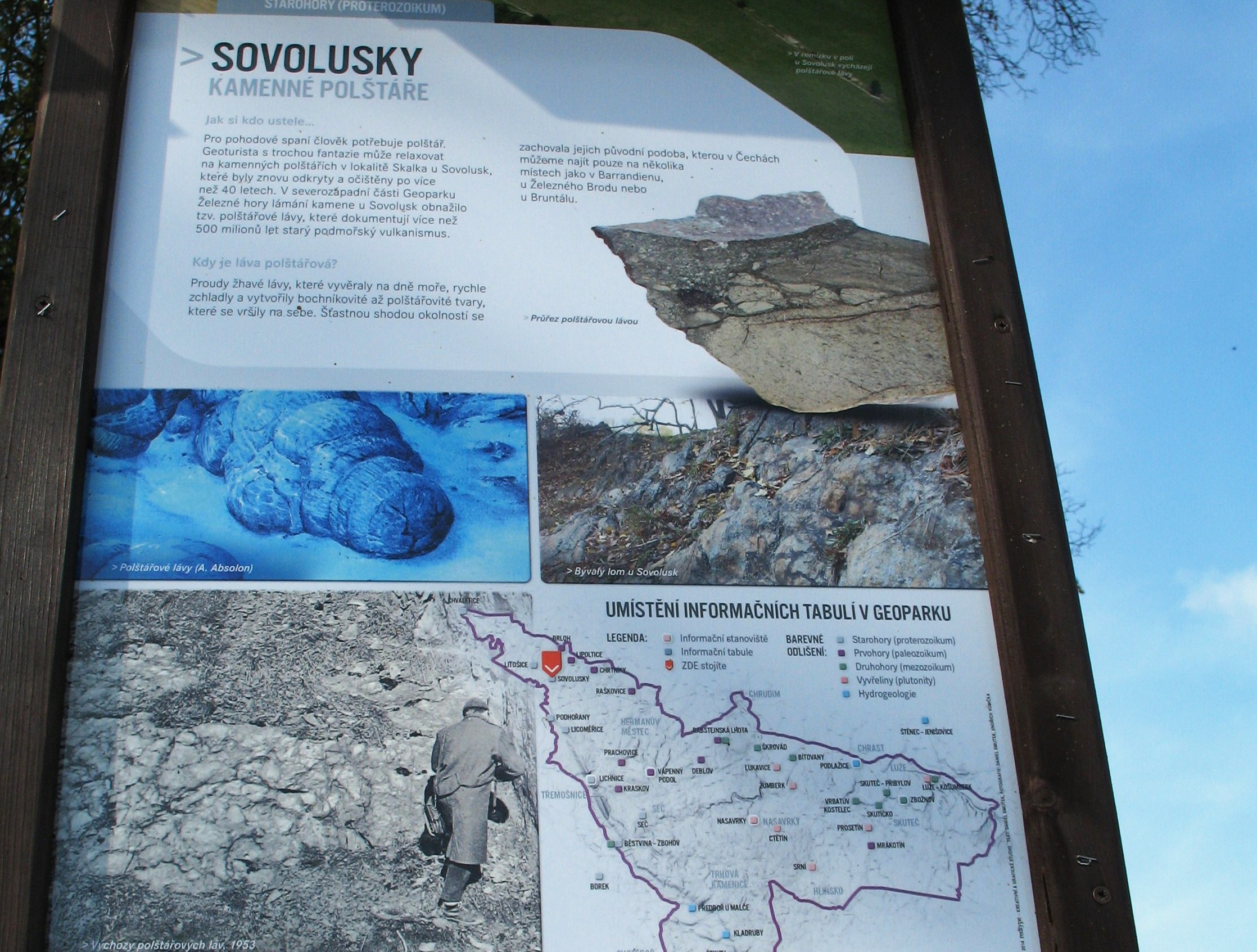
Informační tabule Geoparku Železné hory v obci Sovolusky

### Vědecké využití
Typická struktura polštářové lávy, charakterizovaná kromě specifického tvaru také velmi jemnozrnným povrchem lávových laloků, je důležitým pomocníkem při určování stáří jednotlivých geologických vrstev v konkrétních lokalitách. Výskyt polštářové lávy zároveň napovídá, že na daném místě bylo kdysi v geologické minulosti Země moře nebo jezero.

## Lokality v České republice
Jako konkrétní příklady výskytu polštářových láv lze uvést i lokality na území České republiky. Mezi nejznámější patří přírodní památka Polštářové lávy ve Straníku v Geoparku Podbeskydí. Nachází se v okrese Nový Jičín, zhruba 4 km na jih od okresního města. Další významnou lokalitou je přírodní rezervace Čertova skála v Barrandienu na levém břehu Berounky mezi Týřovicemi a Nezabudicemi v okrese Rakovník. Tuto skálu tvoří starohorní podmořské vyvřeliny, původně čedičového složení, u kterých došlo k přeměně minerálů za vzniku tzv. spilitu. V okrese Pardubice, v severozápadní části Geoparku Železné hory, se nachází přírodní památka Skalka u Sovolusk. Výskyt polštářových láv byl dokumentován i v lomu u Zbraslavi, v lomu na území plzeňské místní části Koterov, na Bruntálsku a jinde.

### Galerie

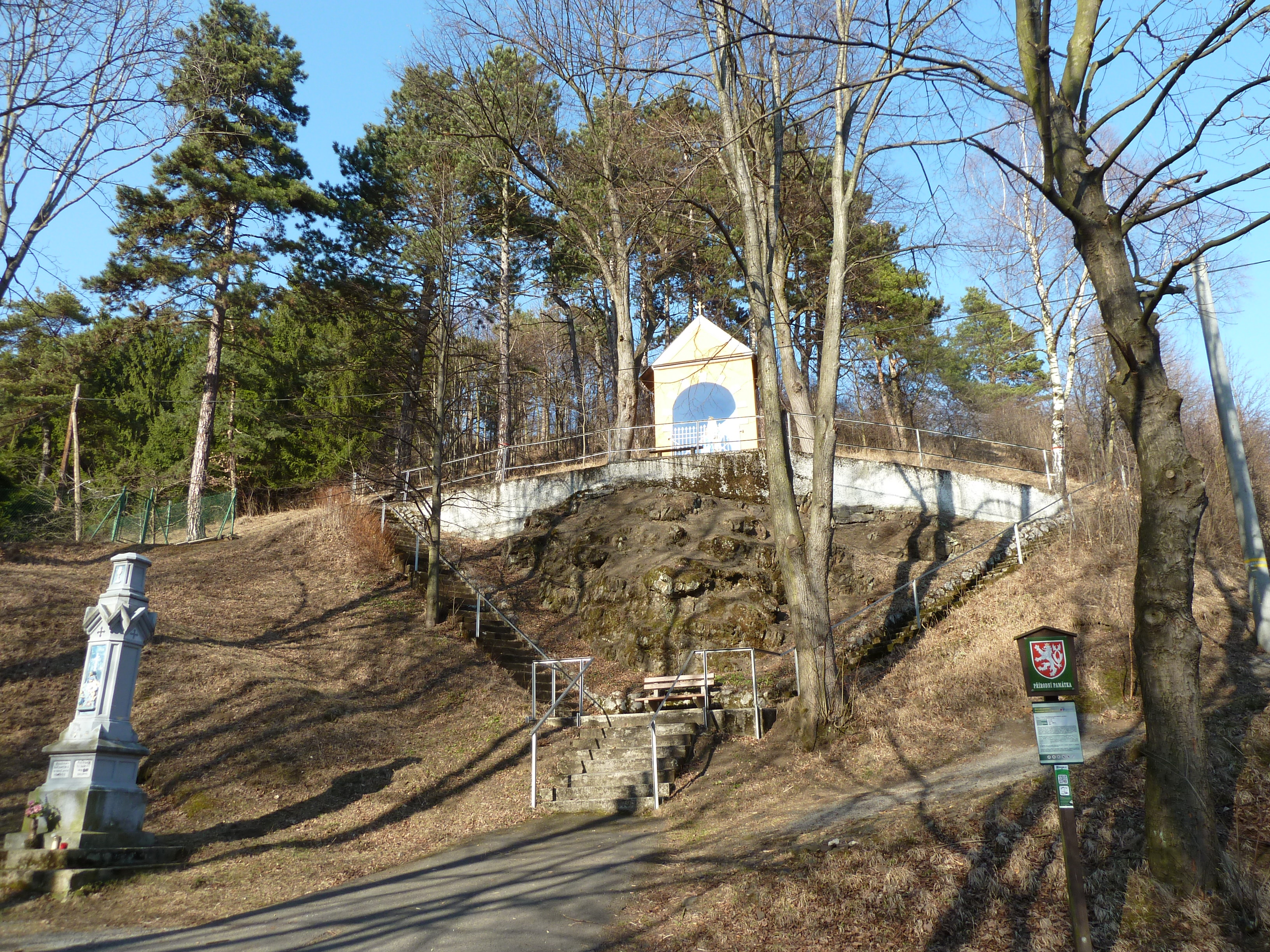
Přírodní památka Polštářové lávy ve Straníku
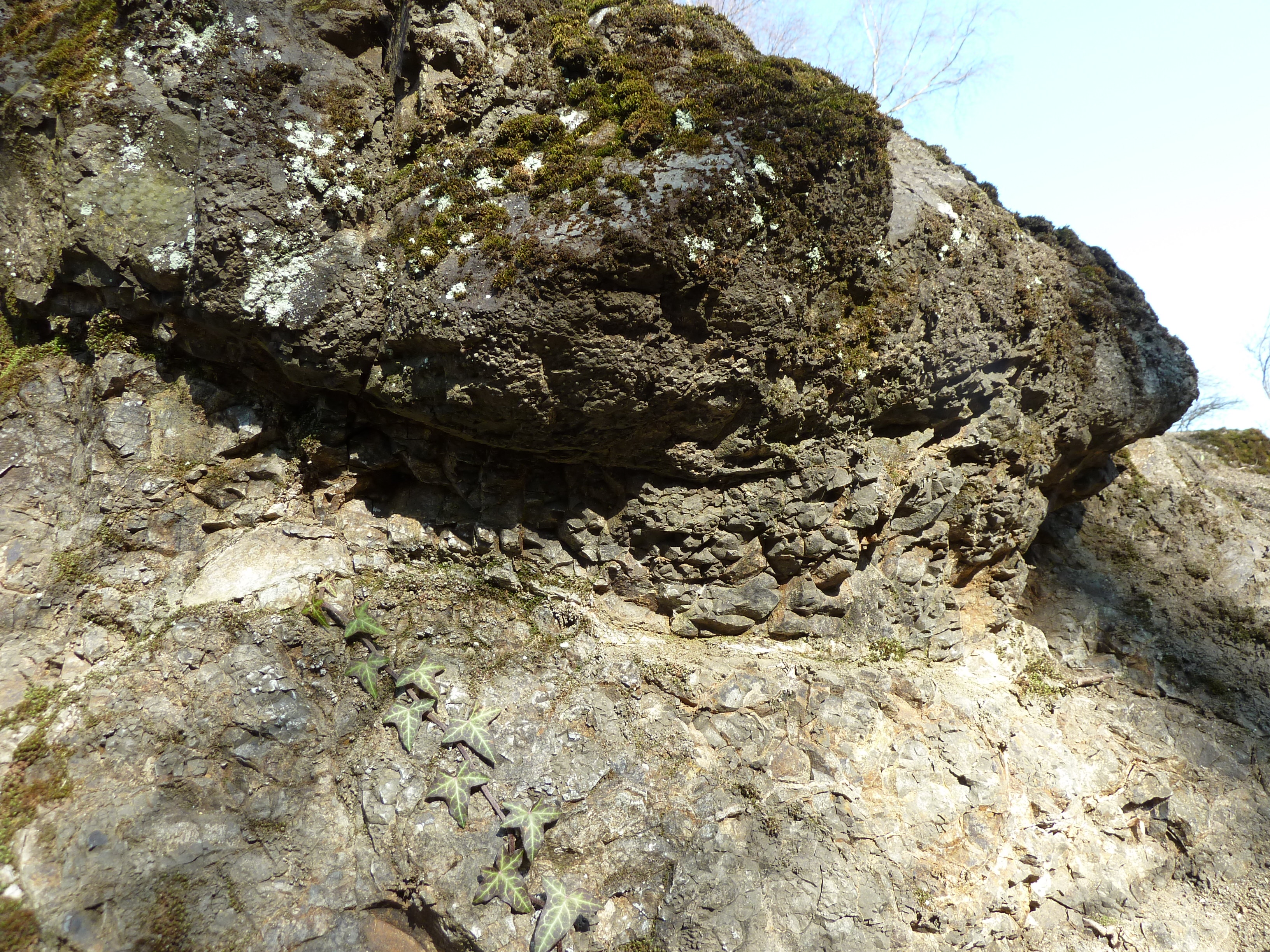
Polštářové lávy ve Straníku v Podbeskydí
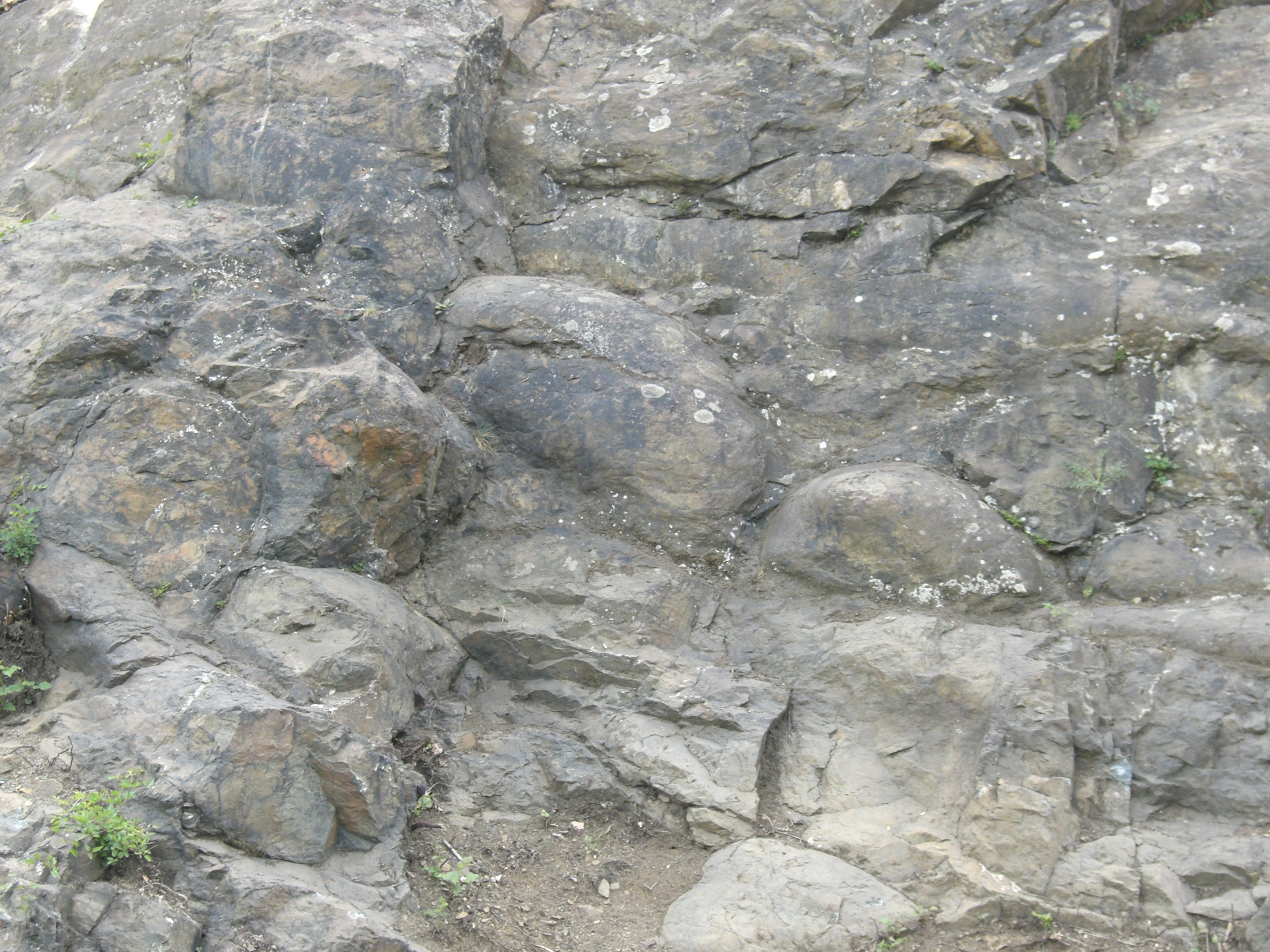
Polštářová láva v lomu u Zbraslavi na jižním okraji Prahy
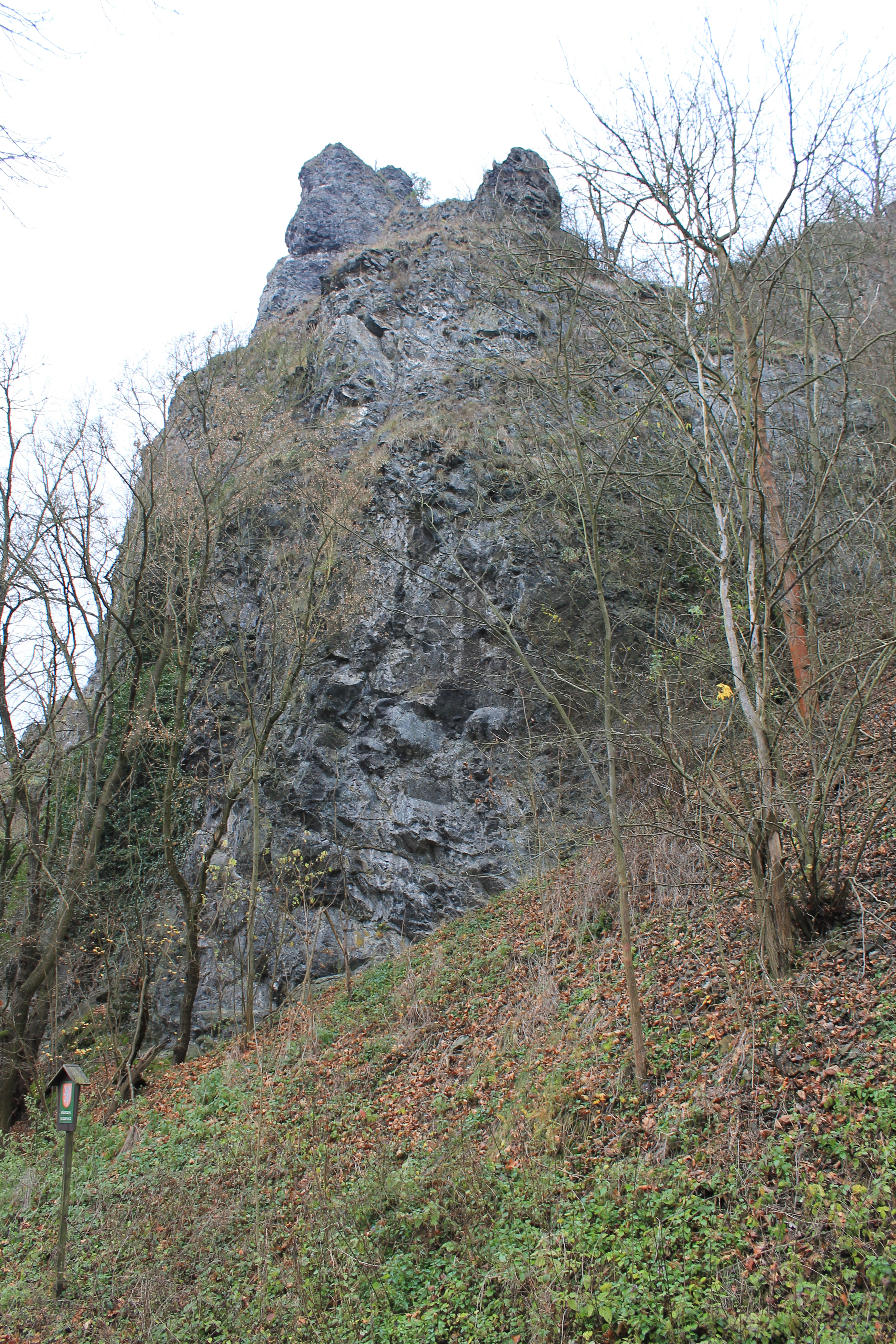
Čertova skála nad Berounkou u Týřovic